# Маслиново уље
Маслиново уље се добија цеђењем плодова маслине и има широку употребу почев од кулинарства, козметологије и медицине до хришћанске традиције у којој се користи у обредима богослужења. Веома је цењено као дијететски производ због високог садржаја незасићених масних киселина и полифенола.
Шпанија доприноси са скоро половином глобалне производње маслиновог уља; други велики произвођачи су Италија, Тунис, Грчка и Турска. Потрошња по глави становника је највећа у Грчкој, а следе је Италија и Шпанија.

## Историја
Маслиново уље је дуго био уобичајен састојак медитеранске кухиње, укључујући старогрчку и римску кухињу. Дивље маслине, које потичу из Мале Азије, сакупили су неолитски људи већ у 8. миленијуму пре нове ере. Осим хране, маслиново уље се користило за верске обреде, лекове, као гориво у уљаницама, за израду сапуна и за његу коже. Спартанци и други Грци користили су уље за натапање коже док су вежбали у гимназијуму. Од својих почетака током раног 7. века п. н. е, козметичка употреба маслиновог уља брзо се проширила на све хеленске градске државе, заједно са спортистима који су тренирали наги, и трајала је близу хиљаду година упркос великим трошковима. Маслиново уље је такође било популарно као облик контроле рађања; Аристотел у својој Историји животиња препоручује наношење мешавине маслиновог уља у комбинацији са уљем кедра, оловном машћу или тамјаном на грлић материце ради спречавања трудноће.

## Лековита и остала дејства
Маслиново уље у медицини
Благотворно дејство маслиновог уља на људски организам познато је како у народној, тако и у стручној медицини. Користи се као лек против опекотина, за чишћење организма, против цревних и желудачних упала, као средство за уништавање различитих врста бактерија. Добро је за срце и крвне судове, а има и веома важну улогу у ублажавању болова од реуматоидног артритиса. Антиоксиданси и здраве масне киселине у његовом саставу снижавају лош (ЛДЛ) холестерол.
Маслиново уље у козметици
Маслиново уље је чест састојак козметичких препарата, посебно оних који се користе за суву, оштећену кожу, кожу која је подложна екцемима, као и препарата за сунчање. Саветује се његова употреба у кућној радиности за израду маски за лице, косу и тело. Основни је састојак медитеранске кухиње, посебно хладно цеђено као додатак разним салатама. Осим доказане лековите и хранљиве, признаје му се и веома моћна афродизијачка улога.

## Статистика производње и потрошње
Упоредни статистички подаци о количини произведеног маслиновог уља и његовој потрошњи:
| Држава    | Производња (2005) | Потрошња (2005) | Средња годишња потрошња по особи (kg) |  |
| --------- | ----------------- | --------------- | ------------------------------------- |  |
| Шпанија   | 36%               | 20%             | 13.62                                 |  |
| Италија   | 25%               | 30%             | 12.35                                 |  |
| Грчка     | 18%               | 9%              | 23.7                                  |  |
| Турска    | 5%                | 2%              | 1.2                                   |  |
| Сирија    | 4%                | 3%              | 6                                     |  |
| Тунис     | 8%                | 2%              | 9.1                                   |  |
| Мароко    | 3%                | 2%              | 1.8                                   |  |
| Португал  | 1%                | 2%              | 7.1                                   |  |
| Француска |                   | 4%              | 1.34                                  |  |

## Производња маслиновог уља
Маслиново уље се цеди индустријским машинама, а почетком двадесетог века је то рађено постројењем на водени погон слично воденици.

## Састав
Маслиново уље састоји се углавном од помешаних триглицеридних естара олеинске киселине, линолне киселине, палмитинске киселине и других масних киселина, заједно са траговима сквалена (до 0,7%) и стерола (око 0,2% фитостерола и токостера) . Састав варира у зависности од сорте, региона, надморске висине, времена жетве и процеса екстракције.
| Масна киселина        | Тип                      | Проценат (m/m метил естри) | реф.          |
| --------------------- | ------------------------ | -------------------------- | ------------- |
| Олеинска киселина     | мононезасићена           | 55 до 83%                  | [ 12 ]        |
| Линолна киселина      | полинезасићена (омега-6) | 3,5 до 21%                 | [ 12 ] [ 13 ] |
| Палмитинска киселина  | засићена                 | 7,5 до 20%                 | [ 12 ]        |
| Стеаринска киселина   | засићена                 | 0,5 до 5%                  | [ 12 ]        |
| α-Линоленска киселина | полинезасићена (омега-3) | 0 до 1.5%                  | [ 12 ]        |

### Фенолни састав
Маслиново уље садржи трагове полифенола (око 0,5%), као што су естри тирозола, хидрокситирозола, олеокантала и олеуропеина, који екстра девичанском маслиновом уљу дају горак, опор укус, а такође су укључени у његову арому. Маслиново уље је извор најмање 30 фенолних једињења, међу којима су еленолна киселина, маркер сазревања маслина, и алфа-токоферол, један од осам чланова породице витамина Е. Олеуропеин, заједно са другим блиско сродним једињењима као што су 10-хидроксиолеуропеин, лигстрозид и 10-хидроксилигстрозид, су тирозолни естри еленолне киселине.
Остали фенолни састојци укључују флавоноиде, лигнане и пинорезинол.

## Потенцијални ефекти на здравље
У Сједињеним Државама, FDA дозвољава произвођачима маслиновог уља да стављају следеће квалификоване здравствене тврдње на етикете производа:
Ограничени и неубедљиви научни докази указују на то да конзумација око 2 кашике (23 г) маслиновог уља дневно може смањити ризик од коронарне болести срца због мононезасићених масти у маслиновом уљу. Да би се постигла ова могућа корист, маслиново уље треба да замени сличну количину засићених масти, а да не повећа укупан број калорија унесених у дану.
У прегледу Европског завода за безбедност хране (EFSA) 2011. године, здравствене тврдње о маслиновом уљу одобрене су за заштиту путем његових полифенола од оксидације липида у крви, и за одржавање нормалног нивоа -холестерола у крви заменом засићених масти у исхрани са олеинском киселином. (Види такође: Уредба Комисије (ЕУ) 432/2012 од 16. маја 2012). Упркос овог одобрења, EFSA је приметила да дефинитивна узрочно-последична веза није адекватно успостављена за конзумирање маслиновог уља и одржавање нормалних (наташте) концентрација триглицерида у крви, нормалне концентрације -холестерола у крви и нормалне концентрације глукозе у крви.
Једна мета-анализа из 2014. закључила је да је повећана потрошња маслиновог уља повезана са смањеним ризиком од смртности од свих узрока, кардиоваскуларних догађаја и можданог удара, док мононезасићене масне киселине мешовитог животињског и биљног порекла нису показале значајне ефекте. Друга мета-анализа у 2018. открила је да је унос високо-полифенолског маслиновог уља повезан са побољшаним мерама укупног холестерола, HDL холестерола, малондиалдехида и оксидованог HDL-а у поређењу са маслиновим уљима са ниским садржајем полифенола, иако су препоручене дуже студије и више истраживања на немедитеранским популацијама.